# Lost Song
Albums de Jane Birkin
Baby Alone in Babylone
(1983) Amours des feintes
(1990)
Lost Song est un album de chansons écrites par Serge Gainsbourg, interprétées par Jane Birkin, sorti en 1987.
Il se situe dans le prolongement du précédent, Baby Alone in Babylone (1983). Seule la musique de deux titres n'est pas de Gainsbourg : « L'Amour de moi », sur un chant ancien, et « Lost Song », sur la « chanson de Solveig » dans Peer Gynt, d'Edvard Grieg.
Il contient également deux chansons reprises de Di Doo Dah (1973) : « C'est la vie qui veut ça » et « Leur plaisir sans moi ».
La même année 1987, Jane Birkin chante pour la première fois en récital au Bataclan. Elle y reprend « Physique et sans issue », « Le Moi et le je », « L'Amour de moi », « Lost Song » et « Le Couteau dans le play ».

## Liste des titres
Toutes les chansons sont écrites et composées par Serge Gainsbourg, sauf mention contraire.
| No | Titre                    | Auteur                                                     | Durée |
| -- | ------------------------ | ---------------------------------------------------------- | ----- |
| 1. | Être ou ne pas naître    |                                                            |       |
| 2. | C'est la vie qui veut ça | Gainsbourg/Jean-Claude Vannier                             |       |
| 3. | Le Couteau dans le play  |                                                            |       |
| 4. | L'Amour de moi           | Traditionnel/S. Gainsbourg                                 |       |
| 5. | Une chose entre autres   |                                                            |       |
| 6. | Lost Song                | d'après Grieg, Peer Gynt, suite n° 2, op. 55/S. Gainsbourg |       |
| 7. | Physique et sans issue   |                                                            |       |
| 8. | Leur plaisir sans moi    | Gainsbourg/Jean-Claude Vannier                             |       |
| 9. | Le Moi et le je          |                                                            |       |

## Personnel
- Arrangements et direction musicale : Alan Hawkshaw
- Réalisation : Philippe Lerichomme